# Nowe Boryszewo
Nowe Boryszewo – wieś sołecka w Polsce położona w województwie mazowieckim, w powiecie płockim, w gminie Radzanowo. Leży nad Rosicą, dopływem Wisły.
Za czasów Królestwa Polskiego istniała gmina Boryszewo.
1 grudnia 1981 sporą część wsi Nowe Boryszewo (185,89 ha) włączono do Płocka.
W latach 1975–1998 miejscowość administracyjnie należała do województwa płockiego.